# Рдесник злаколистий
Рдесник злаколистий (Potamogeton gramineus) — багаторічна водяна рослина з родини рдесникових.

## Біоморфологічна характеристика
Плавучі листки довгасті або яйцеподібні, з черешками (іноді плавучих листків немає), занурені — лінійно-ланцетні, сидячі, крім верхівкових, з країв дрібнозубчасті. Стебло тоненьке, розгалужене.
Квітконоси 5 — 10 см завдовжки. Колос густий, 2,5 — 5 см завдовжки. Плоди 2,5 — 3 мм завдовжки, колосояйцеподібні, з тупим кілем на спинці. Багаторічник, 60 — 100 см. Цвіте V–VII.

## Поширення
В стоячих і повільно текучих водах — майже по всій Україні, на півдні переважно в долині Дніпра.